# 花鏡 (陳コウ子)
『花鏡』（かきょう）は、清代初期の康煕27年（1688年）に刊行された園芸書。園芸植物の栽培法を述べた実践的な書物としては中国最初のものとされる。中国では『花鏡』、日本では『秘伝花鏡』と称することが多い。著者名は従来、版本にしたがって陳淏子と記されてきたが、近年、陳淏という本名が明らかになったため、中国ではこれを用いる例も出てきている。

## 著者
著者は陳淏、字は爻一。扶揺、西湖花隠翁などの号をもちいた。浙江省杭州府銭塘県の人。はじめ『花鏡』は陳淏子の名で刊行されたため、近時まで長らく本名も生涯もほとんどわからないままであった。1978年に誠堂と署名した短文が林雲銘「寿陳扶揺先生七十序」をもとに著者陳淏子の生年の誤りをただすとともに、『花鏡』序文から想像されてきた著者の人物像が修正されるべきことを指摘した。これを端緒として名、字、号がただされ、その生涯、人物像もある程度まで解明されるにいたった。

## 版本
『花鏡』はよく読まれた書物で、中国で版を重ねたのみならず、日本にも舶載されて数度にわたって和刻本が出された。中国で出た木版本には、
- 文治堂本　6巻6冊（6巻4冊）　康煕27年（1688年）序
- 金閶書業堂本　康煕27年序
- 文光堂本　康煕27年序
- 文会堂本　康煕27年序
- 善成堂本　康煕27年序
- 漁古山房本　乾隆48年（1783年）序
- 藻文堂本　乾隆48年序
- 大文堂本　乾隆48年序
- 慎徳堂本　乾隆48年序
- 文徳堂本　乾隆48年序

等々があり、石印本を加えると20数種の版本が知られている。このうち、原刻本は文治堂本である。金閶書業堂本以下、康煕27年の自序だけをもつ翻刻本は、描画・板刻などいずれも文治堂本に及ばない。いくつかの版元が出した乾隆48年序の小本はさらに劣る。『花鏡』に限って言えば版本の保存に難のある中国では、原刻本であり最も価値の高い文治堂本に対して正当な位置が与えられていない。日本でも一、二の例外をのぞいてその重要性は看過されている。文治堂本や文治堂にそれなりの注意がはらわれるようになったのは近年のことである。

文治堂本は国内に少なくとも9部の伝存が知られている。版木の摩滅・毀損の程度、巻４の図中「翠雲草」（第4葉b）図の有無、封面の版元印の有無、丁澎序・張国泰序・自序の有無などの点から比較すると、不完全な調査であるが、このうち宮内庁書陵部蔵本が最も早い時期の刷りと見られる。

和刻本では、安永2年（1773年）に刊行された『（日本平賀先生校正）重刻秘伝花鏡』6巻6冊（いわゆる花説堂本）が最初である。平賀先生とは平賀源内である。丁序・張序・自序がそろっているなど、文治堂の原刻本をもとにしたと認められる。序・本文に訓点を施し、項目にあげられた植物名の大半に和名を書き加えてある。この源内校正本はその後、文政元年（1818年）、文政12年（1829年）、弘化3年（1846年）と版を重ねた。

## 内容
国内で見られる最初期の文治堂本の体裁は次のようになっている。
- 丁澎序　5葉　匠体　末署は「時康煕戊辰立春後三日葯園丁澎題於扶茘堂東軒」
- 張国泰序　5葉　隷書　末署は「時康煕戊辰花朝同学眷小侄張国泰頓首拝題」
- 自序　6葉　隷書　末署は「時康煕戊辰桂月西湖花隠翁陳淏子漫題」
- 巻一　花暦新栽
- 巻二　課花十八法　附録
- 巻三　花鏡図　花木類攷
- 巻四　花鏡図　藤蔓類攷
- 巻五　花鏡図　花草類攷
- 巻六　花鏡図　養禽鳥法　養獣畜法　養鱗介法　養昆虫法

## 影響
日本では木下順庵・新井白石・松平綱豊（のちの六代将軍家宣）が『花鏡』の最も早い読者であったと思われる。順庵が白石をとおして綱豊に薦めたものであるという（『新井白石全集』巻5「白石先生手簡・与安積澹泊書」、『徳川実紀』第7篇「文昭院殿御実紀附録」巻下）。順庵存命中、すなわち元禄11年以前には『花鏡』は舶載されていたわけで、貝原益軒は元禄12年正月にこれを読んでいる（益軒『玩古目録』）。京都本草学について言えば、山本亡羊あたりから師承関係をさかのぼって小野蘭山、松岡玄達、稲生若水とたどると、これらの博物学者はいずれも『花鏡』との関係が密接である。玄達、若水の時代はあたかも『花鏡』舶載の初期にあたるが、特に若水は自分の著作にこれを最大限に活用している。元禄14年3月に金沢において前田綱紀に「毛属」10冊、「鱗属」「羽属」拾遺2冊を献じた若水が翌4月7日に葛巻新蔵に提出した書類に「私一見仕り候分」としてあげた11種の「花果類ノ書」の一つは『花鏡』であった。『庶物類纂』「花属」「果属」の編纂に参照した書籍という意味であろう。